# السدس A
السدس أ (بالإنجليزية: Sextans A)‏ (المعروف أيضا باسم UGCA 205) هو مجرة قزمة غير منتظمة في كوكبة السدس في طرف المجموعة المحلية تقع على مسافة تقدر بحوالي 4.31 ± 0.13 Mly (1.32 ± 0.04 Mpc)  من الأرض. وتمتد عبر نحو 5000 سنة ضوئية. أكتشفت مجرة السدس -أ في عام 1942 من قبل فريتز زويكي. وتنتمي المجرة لمجموعة NGC 3109 الفرعية .
لمجرة السدس -أ شكل مربع مميز . ولقد انفجرت النجوم الضخمة قصير الأمد في مستعرات عظمى التي بدورها تسببت في تشكل النجوم، مما أدى إلى المزيد من المستعرات العظمى، مما أدى في النهاية إلى توسع هيكل المجرة. نجوم المجرة الزرقاء الحديثة نسبيا تسلط الضوء الآن على مناطق التكون الكثيف الحالي للنجوم في أطراف هيكل المجرة، والتي تبدو من وجهة نظر مراقب على الأرض مربعة تقريبا.

## وصلات خارجية
- Constellation Guide-Sextans Constellation
- السدس أ على موقع ويكي سكاي: DSS2, SDSS, GALEX, IRAS, Hydrogen α, X-Ray, Astrophoto, Sky Map, Articles and images